# Рік Тонен
Рік Тонен (нід. Rik Toonen, 21 травня 1954) — нідерландський ватерполіст.
Бронзовий призер Олімпійських Ігор 1976 року.